# Versluys Arena
La Versluys Arena è uno stadio di calcio situato a Ostenda, nel Belgio. È stato inaugurato nel 1934 ed ospita gli incontri dell'Ostenda.

## Storia
Precedentemente noto come Albertpark, ha assunto l'attuale denominazione dopo i lavori di ristrutturazione del 2017.